# でーれーガールズ
『でーれーガールズ』は、原田マハの小説。文芸単行本版では「Fantastic Girls, Okayama,1980」（ファンタスティックガールズ, おかやま, 1980）の副題が添えられている。2015年に映画化された。

## 概説
祥伝社の恋愛文芸季刊雑誌『Feel Love』に2009年冬号から2011年冬号まで連載された作品。読切専門誌を謳い、そのように編集方針が取られる同誌の中では珍しく、連載枠によって発表された作品である。連載終了後の2011年8月に、祥伝社より文芸単行本として刊行発売された。
40代となった女性2人の青春の思い出（回想）を介し、1980年と現代の2つの時代における岡山県岡山市を物語の舞台として、恋と友情を描いた青春物語。作品の舞台となった岡山市は、著者である原田にとっては思春期を過ごした場所でもある。特に本作の主人公たちが通う学校は、原田の母校である山陽女子高等学校がモデルとされており、そのため2015年の映画版では同校が特別協力団体のひとつに名を連ね、それが強調された演出がとられている。
タイトルに使われている「でーれー」とは同地の方言である岡山弁において「凄い」もしくは「とっても」という意味を持つ修飾語である「どえらい」が変形したものである。これは主に旧備前地域で使われる言葉であり、現在の岡山県内においては同様の意味の修飾語として『ぼっけえ、きょうてえ』（岩井志麻子）で知られるようになった「ぼっけえ」（備中域）の他にも、『妖怪ウォッチ』で知られるようになった「もんげー」（美作域、「ものすごい」の変形）、あるいは「ぶち」（主には備後域。「ぶっ（たまげる、飛ぶ）」の変形。なお、備後域そのものは岡山県下ではないが、隣接域として交流のある井原市や笠岡市の西域などにおいては言語の融和が起こっている場合も見られ、使用されることがある）などが並列して使われている。その中において「でーれー」は比較的軽度の強調を意味しており、感情の強度から言えば「ぶち≒でーれー＜ぼっけえ＜もんげー」となるため、これら全てを用いて感情を表現する場合もある。これらの言葉を本義をもって英語表現に直した場合は「very」に相当するが「Girls」のような名詞には使用されない。今回の場合、意味合い（すごくイカした）から「Fantastic」が適切となる。

## あらすじ
40代半ばの秋の日、漫画家「小日向アユコ」として多忙の日々を過ごす佐々岡鮎子の元に、自身の出身校である岡山白鷺女子高等学校の同窓会から、同窓会の誘いを兼ねた記念講演の依頼状が届く。だが鮎子は依頼状の差出人である「萩原一子」という人物に心当たりが無かった。手紙からすると一子は同校の女教師で、鮎子のデビュー当時からのファンらしい。結局、誘いと依頼に対して断る理由を見いだせなかった鮎子は一路、岡山に向かう。懐かしい地に降り立った鮎子は、その光景に遠い昔を断片的に思い出していく。東京から岡山へと引越し、新しい暮らしに馴染めずに友人などいなかった高校時代。そんな彼女に知らず寄り添うようになったクラスメート秋元武美との思い出を。
翌日、同窓会場である母校で旧交を温めていた鮎子の前に、招待者である荻原一子が挨拶に来る。同様に挨拶を返す鮎子だったが周囲の同級生たちが笑い出す。一子は意味ありげなそぶりをすると鮎子だけに見えるようにジャケットの袖を裏返し「その部分」を見せる。そこには鮎子と武美だけが知る、2人の青春時代を象徴する、ある印が存在した。実は荻原一子は鮎子の高校時代の友人である秋元武美、その人だったのだ。
ついに、会いまみえた青春を共有する2人の「かつての少女」は、その記憶に淡き日々を鮮やかによみがえらせる。孤独だった鮎子と、彼女にちょっかいをかけてからかっていた武美。そして2人が惹かれた、カッコいい大学生「ヒデホくん」の存在。そんな彼らにまつわる一つの物語の記憶を。

## 主要登場人物
※映画など他メディア作品における演者については後述の各節を参照
佐々岡鮎子（ささおか あゆこ）
「小日向アユコ」のペンネームを持ち東京で活躍する少女漫画家。
高校時代の思い出をモチーフにした読切漫画『でーれーガールズ』でデビュー。売れっ子漫画家となって母校・岡山白鷺女子高校に凱旋する。
高校時代は内向的な少女で、漫画を描く事が趣味。ラジオ投稿とエアチェックを欠かさないハガキ職人でもあり、特に山口百恵のファン。両親の都合で岡山市に来て白鷺女子に転校してくるが、独特の気風のある白鷺女子の校風や岡山の空気に馴染めずに悪戦苦闘していく事になる。大学生のヒデホと交際しており、その内容を漫画と言う形でノートにしたためる事を日課にしている。
周囲に溶け込もうと、クラスメートたちの言葉を聞きながら、うろ覚えで岡山弁を喋ろうとするが違和感は拭えず、特に「でーれー」の使い方を頻繁に間違える。その事から後に「でーれー佐々岡」とあだ名されるまでになってしまう。
秋本武美 / 荻原一子（あきもと たけみ / おぎわら いちこ）
鮎子の同級生であり、高校時代においてはかけがえのない親友となっていく人物。母子家庭の娘。良くも悪くも純粋で積極性に富む情熱的な女性。世話好きでおせっかい焼き。鮎子とつるみ二人で「でーれーガールズ」を自称する。
高校時代は体が大きく目立つ存在で、真偽も怪しいあらぬ噂もよく立てられる少女。ふとした事から鮎子とヒデホくんの漫画を見てしまい、鮎子にその続きを読ませて欲しいと、お願いするようになる。漫画を読み続けていくうちにヒデホくんに惹かれていき、鮎子にヒデホくんに会わせてほしいとお願いした上で、自身の腕に彼の名をカッターで掘り込んでしまうほど、ヒデホくんの存在にのめり込んでいく。
現在では母校・白鷺女子の教師として勤務し、鮎子の記念式典を手配。その準備に情熱を傾ける。結婚して名字のみならず名前も変わっているが、これは結婚で姓が変わって名前の画数が変わり縁起が悪くなった事を嫁ぎ先および本人が、ある理由からこれを非常に気にして、名乗る名前を変えたため（いわゆるビジネスネーム）である。母親と夫に先立たれてしまい、義理の両親と一緒に暮らしている。現在は倉敷市在住。
なお映画では結婚の改姓は原作通りだが「一子」のビジネスネームは名乗っておらず、名前は「武美」のままである。ただし鮎子をひっかけるために「荻原鶴見（おぎわら つるみ）」を名乗って手紙を出していた。また鶴見の偽名は二人にとっての思い出の地である鶴見橋に由来する。
ヒデホ
鮎子と付き合っている大学生。女性にもてる美丈夫。バンドを組んでおり、ギターとボーカルを担当している。ファンの取り巻きも多く素人ながらに親衛隊まで存在しているらしいが、本人は鮎子に一途で彼女の事を心から大事に思っている。
店長
岡山駅の西口連絡通路で路上販売をしている怪しい年配の男性。英字やローマ字の名前をモチーフにした針金細工のアクセサリーを売っている。通りがかりの鮎子に店番を押し付けた。また、この事で鮎子と淳が出会うきっかけを作り、自らの過去の話を淳と鮎子に語り聞かせて2人をたきつける。
映画では「網浜（あみはま）ベイビー」と名乗っている。また自身の過去の話は淳にしか聞かせていない。当然、たきつけられたのも淳のみである。
鈴木淳（すずき じゅん）/ ジョージ
店長の針金細工を求めにやって来た少年。県内随一の伝統進学校である聡明高校に通っている優秀な人物。元々、東京にいたが鮎子と同様に親の都合で岡山にやって来ていた。東京での居住地が鮎子のいた場所と近く、その事で鮎子と意気投合。そのまま鮎子に惚れてしまう。ジョージ・ハリスンのファンらしく「George」の針金細工を求めたため、店長から「ジョージ」と呼ばれる事になる。
映画では通っている高校や成績などの情報は出ず「笑った顔が可愛い、全てが普通の少年」と表現されている。なお着ている制服はフロントチャック（前合わせが線ファスナー）の黒詰襟である。
九十九操（つくも みさお）
鮎子・武美たちのクラスの担任教師。制服の着こなしの抜き打ち検査を行うなど、生徒に対して非常に厳しい。映画では、クラス朝礼で必ず上代先生の遺訓を生徒たちに合同励唱させている。その一方で流行の歌を口ずさむなど、それなりの理解もある先生。
現在では白鷺女子高校の校長職に就いており、孫が新たに同校に入学したという。

## 書籍情報
- 『でーれーガールズ』ISBN 978-4-396-63371-4 （祥伝社文芸単行本、2011年8月期発売、2011年9月10日初版発行）
- 『でーれーガールズ』ISBN 978-4-396-34070-4 （祥伝社文庫、2014年10月10日初版発行および発売）

## 映画
大九明子の監督・指揮により『Fantastic girls でーれーガールズ』のタイトルで映画化された。映画の舞台およびロケ地となった岡山県において2015年2月14日に先行公開された後、2月21日に全国公開された。クランクインにおいては2014年9月23日、岡山県の山陽女子中学校・高等学校で製作報告会見が行われた。優希美青と足立梨花がダブル主演となる。

### キャスト
- 佐々岡鮎子：優希美青（30年後：白羽ゆり）
- 秋本（萩原）武美：足立梨花（30年後：安蘭けい）
- 鈴木淳：須賀健太
- ヒデホ：矢野聖人
- 篠山みずの：桃瀬美咲
- 中野千晶：石崎なつみ
- 内藤温子：杉浦香絵
- 少女：山根千佳
- 荒川雄哉：前野朋哉
- 荻原つね子：丘みつ子
- 網浜ベイビー：甲本雅裕
- 九十九操：根岸季衣

### スタッフ
- 監督：大九明子
- 脚本：源孝志
- 原作：原田マハ『でーれーガールズ』（祥伝社刊）
- 音楽：矢野博康
- 主題歌：優希美青「さよなら また会おうね」[3]
- 撮影：中村夏葉
- 編集：米田博之
- 特別協力：両備グループ、カンコー学生服、岡山国際ホテル、学校法人山陽学園、ファジアーノ岡山スポーツクラブ
- 助成：文化庁文化芸術振興費補助金
- 配給：メ〜テレ
- 制作プロダクション：ホリプロ
- 製作：「でーれーガールズ」製作委員会（メ〜テレ、ホリプロ、Easy Japan、ポニーキャニオン、サンヨープレジャー、テイチクエンタテインメント、山陽新聞社、祥伝社、マーメイドフィルム、テレビせとうち、大手饅頭伊部屋、K-TECH、Jack in the Box）